# Chave grega

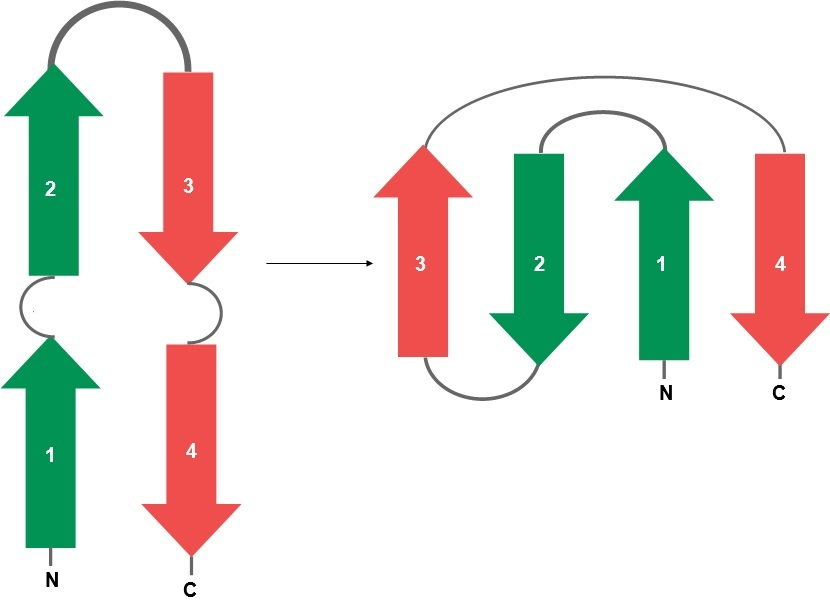
Chave grega

O motivo chave grega é um exemplo de uma estrutura super secundária de proteína. Esta consiste de padrões de arranjo espacial de estruturas secundárias que são comuns a muitas proteínas não relacionadas. O motivo ou domínio chave grega consiste de 3 folhas beta antiparalelas conectadas por segmentos polipeptídicos curtos, enquanto que a quarta folha se liga a terceira por um fragmento mais longo. As ligações de hidrogênio ocorrem entre a primeira e quarta folhas e a segunda e terceira folhas. Esse motivo recebe esse nome por se assemelhar ao um desenho ornamental da Grécia antiga.